# Nicolas Girard (football)
Pour les articles homonymes, voir Nicolas Girard et Girard.
Nicolas Girard, né le 12 avril 1978 à Nîmes, est un footballeur puis entraîneur français actuellement adjoint à l’Olympique de Marseille.

## Biographie
Joueur polyvalent, évoluant en milieu de terrain offensif ou en attaque, il commence le football aux Girondins de Bordeaux, puis poursuit sa formation au FC Pau où il évolue une saison en CFA.
Remarqué, il arrive dans l'Oise en 1998 à l'AS Beauvais pensionnaire de Ligue 2, qui lui propose un contrat d'avenir. Finissant dernier du championnat, il touche le haut niveau en effectuant quelques matchs. La saison d'après, en championnat de France de National, il parvient à décrocher le titre et à remonter immédiatement. Après une saison où le club joue le maintien, l'ASBO se retrouve à jouer les premiers rôles en L2 et se hisse dans le haut du tableau, échouant au pied de la L1. Les saisons suivantes sont plus délicates, le club étant relégué à deux reprises. Il quitte l'équipe isarienne alors que celle-ci est reléguée en CFA, soit l'équivalent de la quatrième division.
En 2004, il rebondit en National à l'AS Cannes où il est vite replacé en position de libéro. Il ne fait qu'une seule saison aidant le club à se maintenir.
En 2004-2005, il retrouve le CFA et sa position offensive mais à la suite de blessures récurrentes met un terme à sa carrière.

## Statistiques
| Saison    | Club        | Championnat | Championnat | Championnat | Coupe(s) nationale(s) | Coupe(s) nationale(s) | Total | Total |
| Saison    | Club        | Division    | M.          | B.          | M.                    | B.                    | M.    | B.    |
| 1998-1999 | AS Beauvais | Division 2  | 15          | 3           | 1                     | 0                     | 16    | 3     |
| 1999-2000 | AS Beauvais | National    | 3           | 2           | 3                     | 0                     | 6     | 2     |
| 2000-2001 | AS Beauvais | Division 2  | 27          | 7           | -                     | -                     | 27    | 7     |
| 2001-2002 | AS Beauvais | Division 2  | 31          | 3           | 1                     | 0                     | 32    | 3     |
| 2002-2003 | AS Beauvais | Ligue 2     | 35          | 1           | 3                     | 0                     | 38    | 1     |
| 2003-2004 | AS Beauvais | National    | 2           | 0           | 3                     | 1                     | 5     | 1     |
| 2004-2005 | AS Cannes   | National    | 23          | 0           | -                     | -                     | 23    | 0     |

## Palmarès joueur
- Champion de France de National en 2000 avec l'AS Beauvais

## Entraîneur
Après avoir suivi les conseils de Franck Le Gall, médecin alors en poste à Clairefontaine auprès des espoirs, il devient préparateur physique et passe ses diplômes après une reconversion débutée à l'INF Clairefontaine. Il intègre le staff du Montpellier HSC en 2009 en tant que préparateur physique alors que son père, René Girard, rejoint Montpellier en tant qu'entraîneur de l'équipe première. Les deux restent au club pendant quatre ans, glanant un titre de champion de France en 2012.
En 2013, Nicolas rejoint le Lille OSC en tant qu'entraîneur adjoint, suivant ainsi son père René. La première année dans le Nord est réussie puisque le club se hisse à la troisième marche du championnat.
Mais à la suite d'une saison 2014-2015 difficile, où le LOSC termine le championnat de Ligue 1 à la huitième} place, alors que les dirigeants lillois visaient le top 5, et à la suite du licenciement de son père, René Girard, il quitte le club à son tour.
Le 17 mai 2016, il s'engage au FC Nantes après la signature de René Girard en qualité d'entraineur. Il devient une nouvelle fois entraîneur adjoint aux côtés de Gérard Bernardet. L'expérience est de courte durée, les mauvais résultats ayants raisons de l'équipe technique avant la trêve hivernale .
En Septembre 2018, il signe au WAC au Maroc en tant qu'adjoint mais l'expérience sera de courte durée après que des divergences entre l'entraîneur principal (René Girard) et le président aient raisons de leur collaboration.
En janvier 2020, il signe en tant qu'adjoint de René Girard au Paris FC alors dernier au classement de Ligue 2. En quelques semaines, le staff parvient à inverser la spirale négative.